# قبیله (فیلم ۲۰۱۵)
قبیله (اسپانیایی: El Clan‎) فیلمی در ژانر زندگینامه‌ای به کارگردانی پابلو تراپرو است که در سال ۲۰۱۵ منتشر شد.

## داستان
داستان واقعی پوچیوها، خانواده‌ای که در دهه ۸۰ میلادی مردم را دزدیده و به قتل می‌رساندند.